# ГЕС Мамая I
ГЕС Мамая I (马马崖一级水电站) — гідроелектростанція на півдні Китаю у провінції Ґуйчжоу. Знаходячись між ГЕС Guāngzhào (вище по течії) та ГЕС Dǒngqìng, входить до складу каскаду на річці Бейпань, лівій твірній Хуншуй (разом з Qian, Xun та Сі утворює основну течію річкової системи Сіцзян, яка завершується в затоці Південно-Китайського моря між Гуанчжоу та Гонконгом).
В межах проекту річку перекрили греблею із ущільненого котком бетону висотою 109 метрів, довжиною 247 метрів та шириною по гребеню 12 метрів. Вона утримує водосховище з об'ємом 136,5 млн м3 (корисний об'єм 63,4 млн м3) та припустимим коливанням рівня поверхні в операційному режимі між позначками 580 та 585 метрів НРМ.
Біля греблі на лівобережжі облаштували підземний машинний зал розмірами 141х25 метрів при висоті 63 метра. Ресурс сюди надходить через три тунелі довжиною по 0,27 км з діаметром 9,8 метра, які переходять у короткі — лише 45 метрів — напірні водоводи з діаметром 8 метрів.
Станцію обладнали трьома основними турбінами типу Френсіс потужністю по 180 МВт, крім того, частину води пропускають через малий гідроагрегат потужністю 18 МВт. За рік вони продукують 1561 млн кВт-год електроенергії на рік.
Видача продукції відбувається по ЛЕП, розрахованій на роботу під напругою 220 кВ.